# Hermetia pallidipes
Hermetia pallidipes är en tvåvingeart som beskrevs av Hill 1919. Hermetia pallidipes ingår i släktet Hermetia och familjen vapenflugor. Inga underarter finns listade i Catalogue of Life.